# Сериковское сельское поселение
Сериковское сельское поселение — муниципальное образование в Бутурлиновском районе Воронежской области.
Административный центр — село Сериково.

## Население
| 2010 | 2012 | 2013 | 2014 | 2015 | 2016 | 2017 | 2018 | 2019 |
| ---- | ---- | ---- | ---- | ---- | ---- | ---- | ---- | ---- |
| 628  | ↘616 | ↘606 | ↘580 | ↘570 | ↘565 | ↘554 | ↘540 | ↘534 |
| 2020 | 2021 |      |      |      |      |      |      |      |
| ↘516 | ↘454 |      |      |      |      |      |      |      |

## Административное деление
Состав поселения:
- село Сериково,
- село Макогоново.